# Florian Mennigen
Florian Mennigen, född den 10 april 1982 i Ratzeburg i Tyskland, är en tysk roddare.
Han tog OS-guld i åtta med styrman i samband med de olympiska roddtävlingarna 2012 i London.